# Pont-d'Achelles Military Cemetery
Pont-d'Achelles Military Cemetery is een Britse militaire begraafplaats met gesneuvelden uit de Eerste Wereldoorlog, gelegen in de Franse plaats Pont d'Achelles, een gehucht in de Franse gemeente Niepkerke (Noorderdepartement). De begraafplaats ligt in het noorden van het grensgehuchtje, vlak tegen de Belgische grens aan de Route du Sac (Zakstraat). De begraafplaats werd ontworpen door Herbert Baker en heeft een bijna rechthoekige vorm. Ze wordt aan drie zijden begrensd door een bakstenen muur. Achteraan op het terrein staat het Cross of Sacrifice op een verhoogd terras. De begraafplaats wordt onderhouden door de Commonwealth War Graves Commission.
Er liggen 330 doden begraven, waarvan er 7 niet geïdentificeerd konden worden.

## Geschiedenis
Het gehucht Pont d'Achelles lag vanaf 16 oktober 1914 tot 11 april 1918 binnen de frontlijn van de geallieerden. De begraafplaats werd in juni 1917 door gevechtstroepen en medische eenheden gestart. In april 1918 viel het gebied even in Duitse handen tijdens het Duitse lenteoffensief en ook zij gebruikten toen de begraafplaats. Op 3 september werd het gebied door de 29th Division veroverd en werd de begraafplaats nog een paar maanden door hen gebruikt.
De begraafplaats telt nu 173 Britse, 72 Australische, 48 Nieuw-Zeelandse en 37 Duitse graven.

## Graven

### Onderscheiden militairen
- Alfred Ernest Horwood, majoor bij de New Zealand Field Artillery, Malcolm John Morrison, kapitein bij het Canterbury Regiment, N.Z.E.F en Eustace John Krog, luitenant bij het East Yorkshire Regiment werden onderscheiden met het Military Cross (MC).
- Leigh Kilpatrick, soldaat bij de Australian Infantry, A.I.F werd onderscheiden met de Distinguished Conduct Medal (DCM).
- de sergeanten H. Dunlop, J. Firth, William Joseph Jones, G. Keith en James Ryan, de korporaals Lloyd Carnegie Howes en J.A. Smith en de soldaten S. Atkinson, Walter Gerald Messenger en J.W. Wilkinson ontvingen de Military Medal (MM).

### Aliassen
- kanonnier Edward James Busby diende onder het alias Edward James Bushey bij de Royal Field Artillery.
- soldaat Herbert Henry Summner diende onder het alias H.H. Summers bij de Australian Infantry, A.I.F..

### Gefusilleerde militair
- Ernest Worsley, soldaat bij het 2nd Bn. Middlesex Regiment, werd wegens desertie gefusilleerd op 22 oktober 1917.[1]